# جلبک حبابی
جلبک حبابی (نام علمی: Valonia ventricosa)، که با نام مردمک ملوان هم شناخته می‌شود، گونه‌ای جلبک است که در اقیانوس‌های سراسر دنیا در مدارگان و جنب‌مدارگان یافت می‌شود. این جلبک یکی از بزرگترین جانداران تک‌ سلولی است.

## شرح

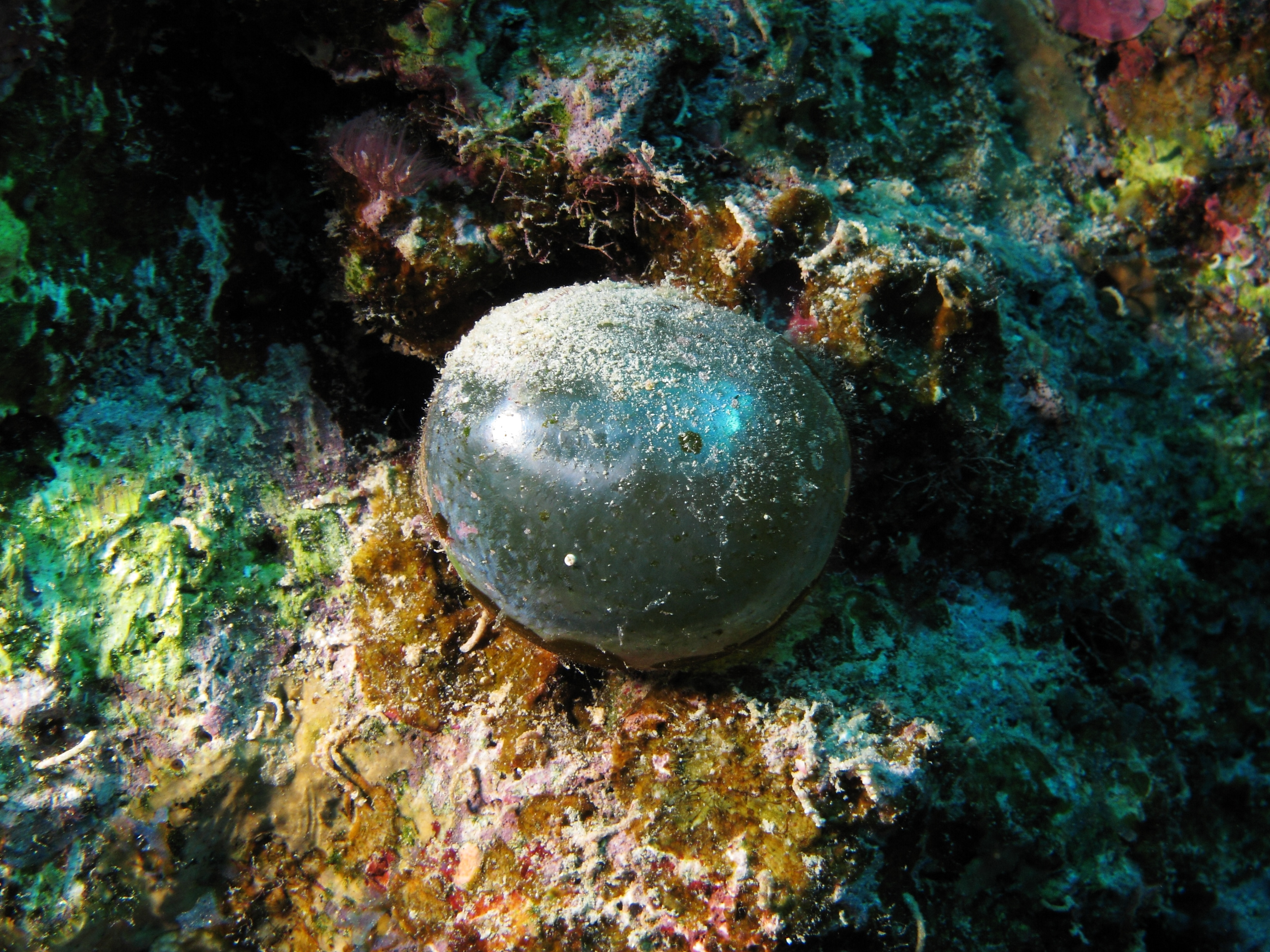
جلبک حبابی در دریای سرخ

جلبک حبابی به شکل یک بطری سبز است که کم و بیش از آن بی تاب و شفاف است و کاملاً صاف (از این رو نام آن "مروارید دریا") است. سطح آن گاه با جلبکهای گیرنده پوشانده پوشیده شده است (مانند هیدرولیتون ). این اندازه می تواند به 5 سانتی متر برسد و یکی ازبزرگترین موجودات تک سلولی شناخته شده است.

## زیستگاه و توزیع
این گونه در تمام دریاهای گرمسیری و نیمه گرمسیری در اقیانوس اطلس و هند و اقیانوسیه  ساکن است.
بسته به وضوح آب  نهرها (مرجان ، صخره ها) ، از سطح تا عمق 80  متر یافت می شود.